# Laçın (Rayon)
Laçın (kurdisch Laçîn, auch Latschin) ist ein Rayon in Aserbaidschan. Die Hauptstadt des Bezirks ist die Stadt Laçın. Im Bezirk liegt der Latschin-Korridor, die wichtigste Verbindung von Bergkarabach nach Armenien, der von 2020 bis 2022 von russischen Friedenstruppen geschützt wurde und dann von einer Transitstraße abgelöst wurde.

## Geografie

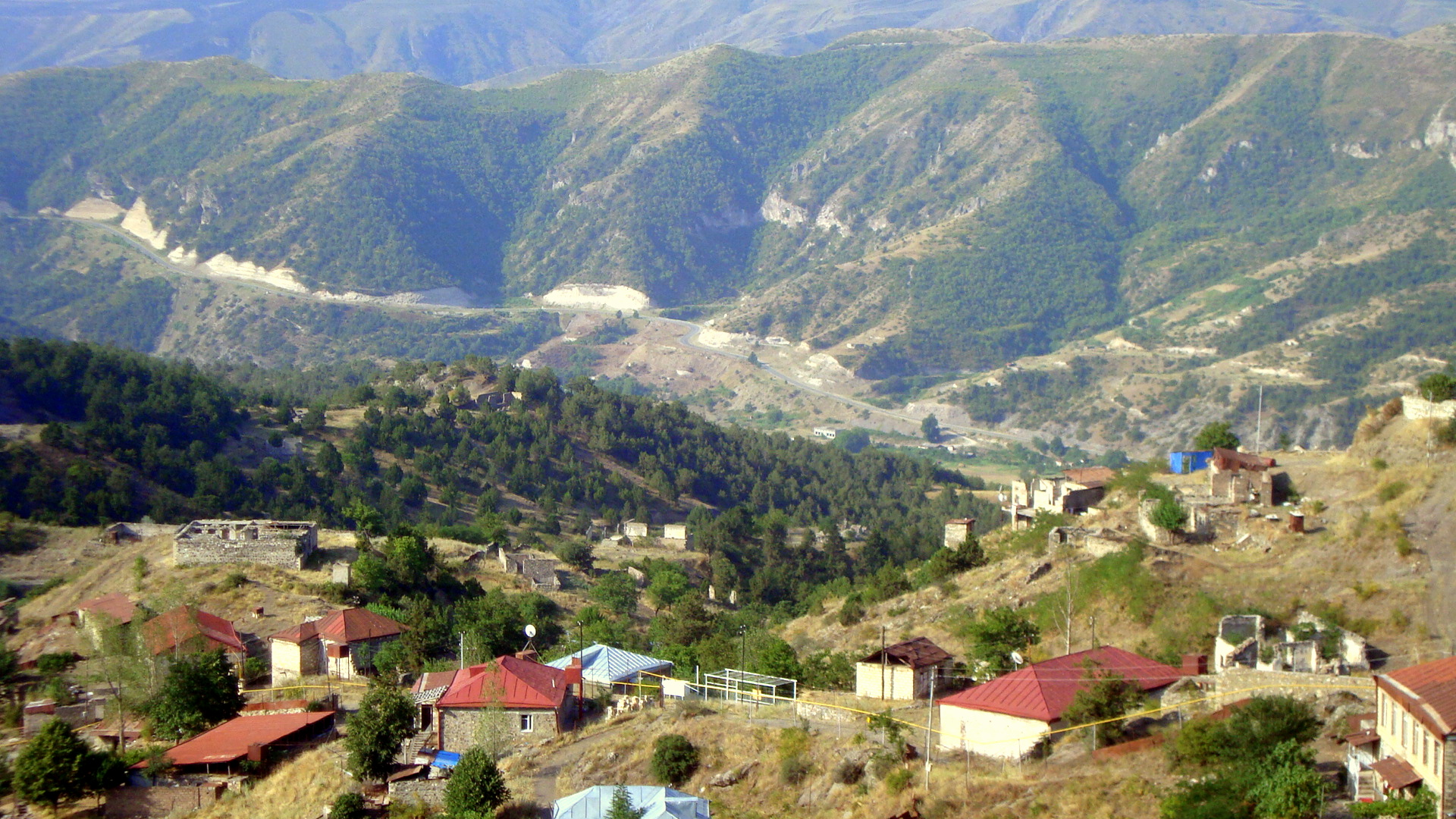
Laçın/Berdsor im Tal des Hakari

Der Bezirk hat eine Fläche von 1835 km². Die Landschaft ist bergig und gehört zum Kleinen Kaukasus, davon im Norden und Westen dem Karabach-Hochland und im Osten jenseits des Flusses Hakari zum Karabachgebirge. Der größte Berg ist der Gizilbogaz mit 3594 m Höhe. Es gibt mehrere Mineralquellen sowie Vorkommen an Baumaterialien.
Orte (Auswahl)
- Bozlu
- Güləbird
- Laçın
- Vaqazin
- Nürəddin
- Sus
- Zabux

## Geschichte
Die Region gehörte von 1923 bis 1929 zur autonomen sowjetischen Provinz Rotes Kurdistan. Danach war er Teil der Aserbaidschanischen SSR ohne Autonomierechte. Im Zuge des Bergkarabachkonflikts wurde der Bezirk 1992 von bergkarabachischen Truppen besetzt, da er einen Korridor zwischen Armenien und Bergkarabach bildet. Das Gebiet wurde von da an als Teil der Provinz Kaschatach, zu kleineren Teilen auch von der Provinz Schuschi, von der international nicht anerkannten Republik Arzach verwaltet. Nach dem Krieg um Bergkarabach 2020 wurde der Rayon im Zuge des Waffenstillstandsabkommens am 1. Dezember 2020 an Aserbaidschan übergeben, mit Ausnahme des Latschin-Korridors mit der Stadt Laçın, die unter den Schutz russischer Friedenstruppen gestellt wurde. Nach Fertigstellung einer Transitstraße wurde auch der Korridor mit seinen drei Orten am 25. August 2022 an Aserbaidschan übergeben.

## Bevölkerung
Nach aserbaidschanischen Angaben hatte der Rayon 2009 72.000 Einwohner. Zu dieser Zeit gab es 125 Dörfer, die größere Siedlung Minkend und die Hauptstadt. Nach der Besetzung durch die armenische Armee wurden viele Aserbaidschaner und Kurden vertrieben und an ihrer statt Armenier, vor allem Flüchtlinge aus Aserbaidschan, angesiedelt. Vor der Übergabe an Aserbaidschan 2020 flohen die meisten der armenischen Bewohner. Die verbliebenen armenischen Bewohner wurden vor der Übergabe des Latschin-Korridors im August 2022 nach Armenien umgesiedelt.

## Wirtschaft
In der Region werden Tabak, Getreide und Obst angebaut sowie Viehzucht betrieben.

## Sehenswürdigkeiten

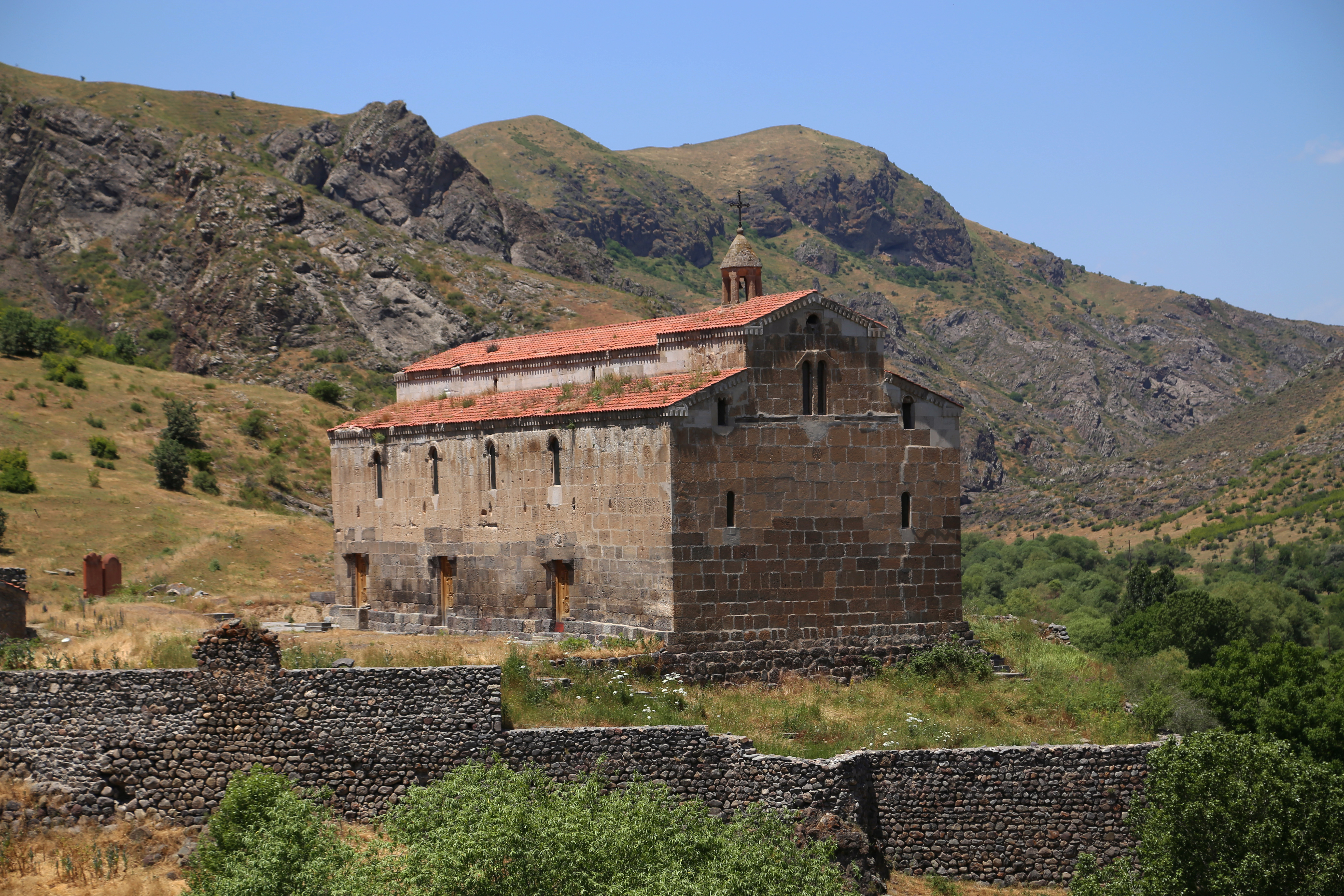
Armenisches Kloster Zizernawank

Im Bezirk liegen die Mausoleen von Malik Ajdar und Kargumbez, beide bei der Siedlung Djidjimli. Außerdem liegt nahe der Stadt Lacin das Kloster Zizernawank aus dem 5. Jahrhundert.